# Dick Ket
Dirk Hendrik (Dick) Ket (Den Helder, 10 oktober 1902 - Bennekom, 15 september 1940) was een Nederlandse kunstschilder.

## Levensloop
Dick Ket werd in 1902 geboren in Den Helder, maar vanwege het werk van zijn vader - een militair apothekersassistent - veranderde de familie Ket een aantal keren van woonplaats.
In Den Haag begon Ket aan de hbs; zijn eindexamen hiervoor deed hij in 1921 in Hoorn. Wonend in Ede volgde hij kunstlessen bij het Arnhemse genootschap Kunstoefening (tekenschool). Kets medeleerling en vriend was Johan Mekkink.
Aanvankelijk maakte Ket in een impressionistische stijl landschappen en stillevens, met brede penseelstreek en paletmes. Rond 1930, toen hij bij zijn ouders in het door hemzelf ontworpen huis in Bennekom woonde, ging zijn gezondheid achteruit. Dit is ook de tijd dat hij veranderde van stijl, van impressionistisch naar een meer magisch-realistische schilderstijl.

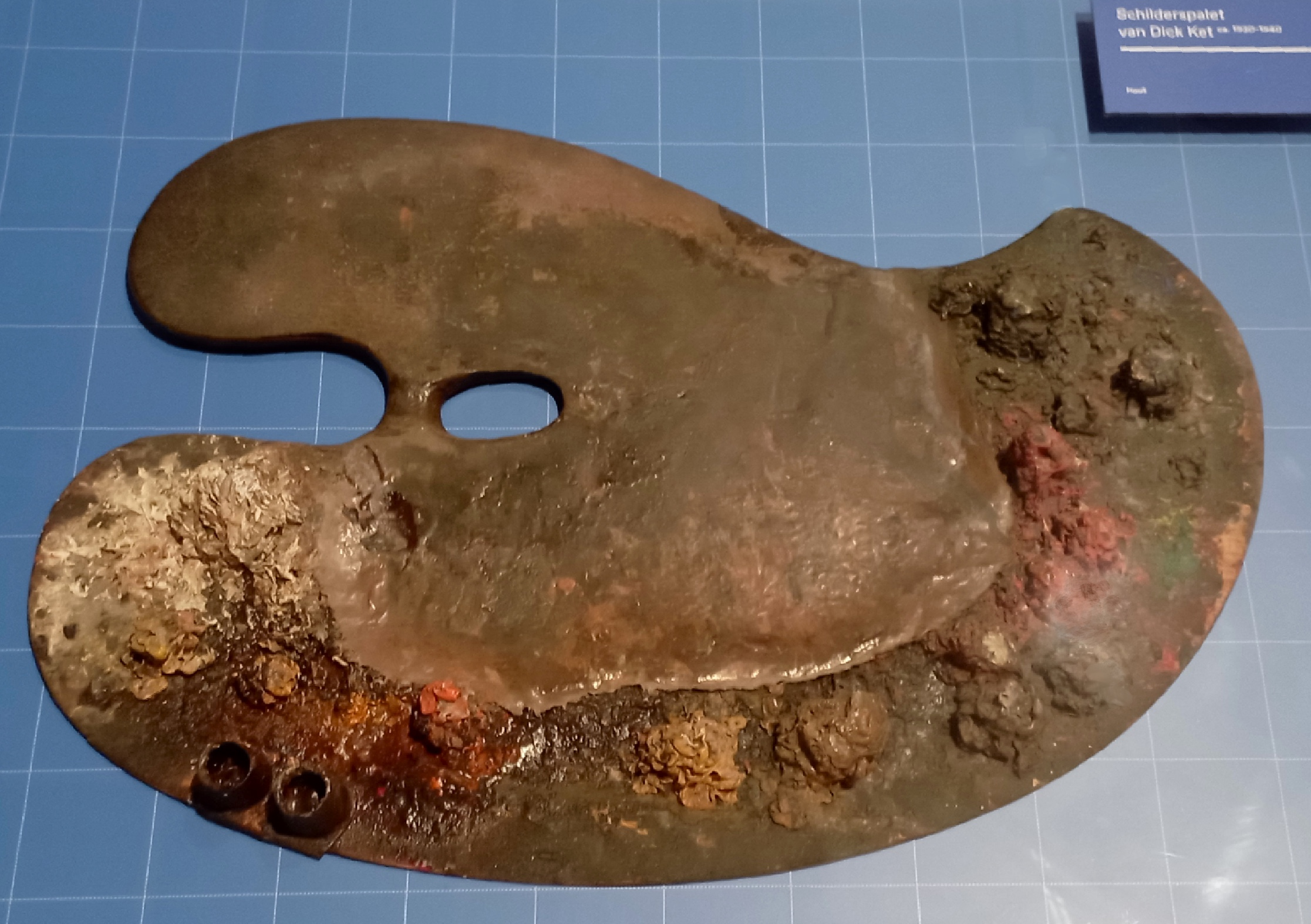
Schilderspalet van Dick Ket

In later werk komt zijn levensfilosofie naar voren. Samengevat komt die hierop neer: hij geloofde in twee tegengestelde werelden, die elkaar in balans hielden, de wereld van het “zijn”, de materiële wereld, tegenover die van het “niet-zijn”, de geestelijke. In alle verschijnselen, dingen en feiten zag Ket de strijd en verhouding tussen het materiële en geestelijke deel van het bestaan. Ook in zijn kunst komt deze visie tot uiting. Het ging hem als kunstenaar niet alleen om de natuurgetrouwe weergave. Zijn koele, objectieve benadering staat in dienst van de gedachte dat ook aan dode voorwerpen in het schilderij bezieling toegedicht kan worden. Zelf omschreef hij zijn stijl als 'nieuw realistisch'.
In een brief uit 1932 aan zijn verloofde Nel Schilt schreef hij:
…dat er meer is tussen Hemel en Aarde, ik denk hieraan zo dikwijls als ik stilleven schilder. Juist in deze dode dingen voel ik de aanwezigheid van het alomvertegenwoordige en ik betrap me erop, dat ik met liefde over deze dode voorwerpen kan denken en ze behandelen
Ket schilderde elk voorwerp met grote precisie. Hoewel Ket nooit een kubist is geweest, had hij wel een zekere interesse en voorkeur voor het kubisme. Ket was soms dagenlang bezig met het schikken van voorwerpen om tot een goede compositie te komen.

## Ziekte
Zijn levensvisie valt af te leiden uit zijn brieven, die tussen 1930 en zijn dood (hartstilstand) in 1940 zijn enige contact met de buitenwereld vormden. Door ziekte was Ket aan huis gebonden. Zoals blijkt uit zijn schilderijen had hij cyanose en trommelstokvingers. Een arts constateerde na zijn geboorte dextrocardie en tevens een gebrek aan een hartklep.
Hij was vaak benauwd, had beklemming op de borst, en leed aan toenemende vermoeidheid. Ook had hij verschillende fobieën, als claustrofobie, straatvrees en vreemdelingenangst. Dit geïsoleerde bestaan is ook de reden dat enkele voorwerpen vaak voorkomen in zijn stillevens, zoals een wit kommetje, geraniums, een houten paardje en reclameposters. Deze voorwerpen waren voorhanden in zijn ouderlijk huis.
Ket overleed heel plotseling.

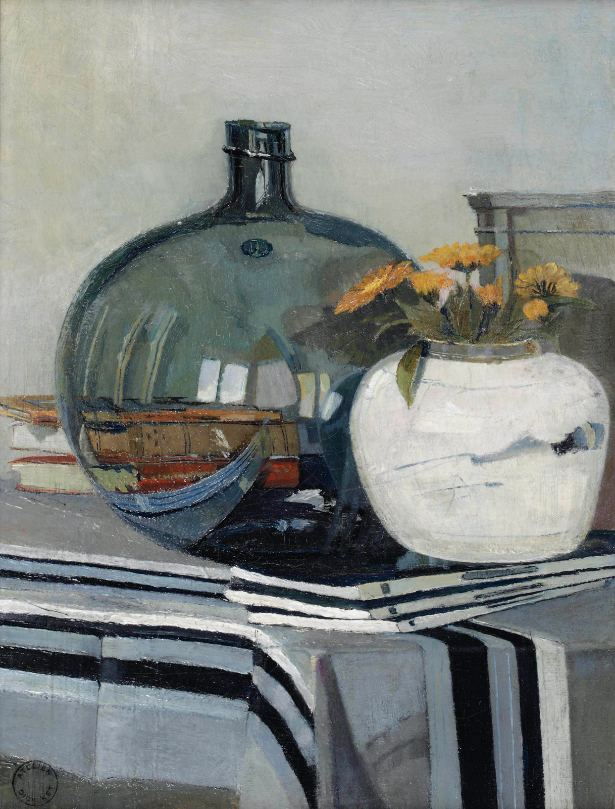
Stilleven met boeken (1925)
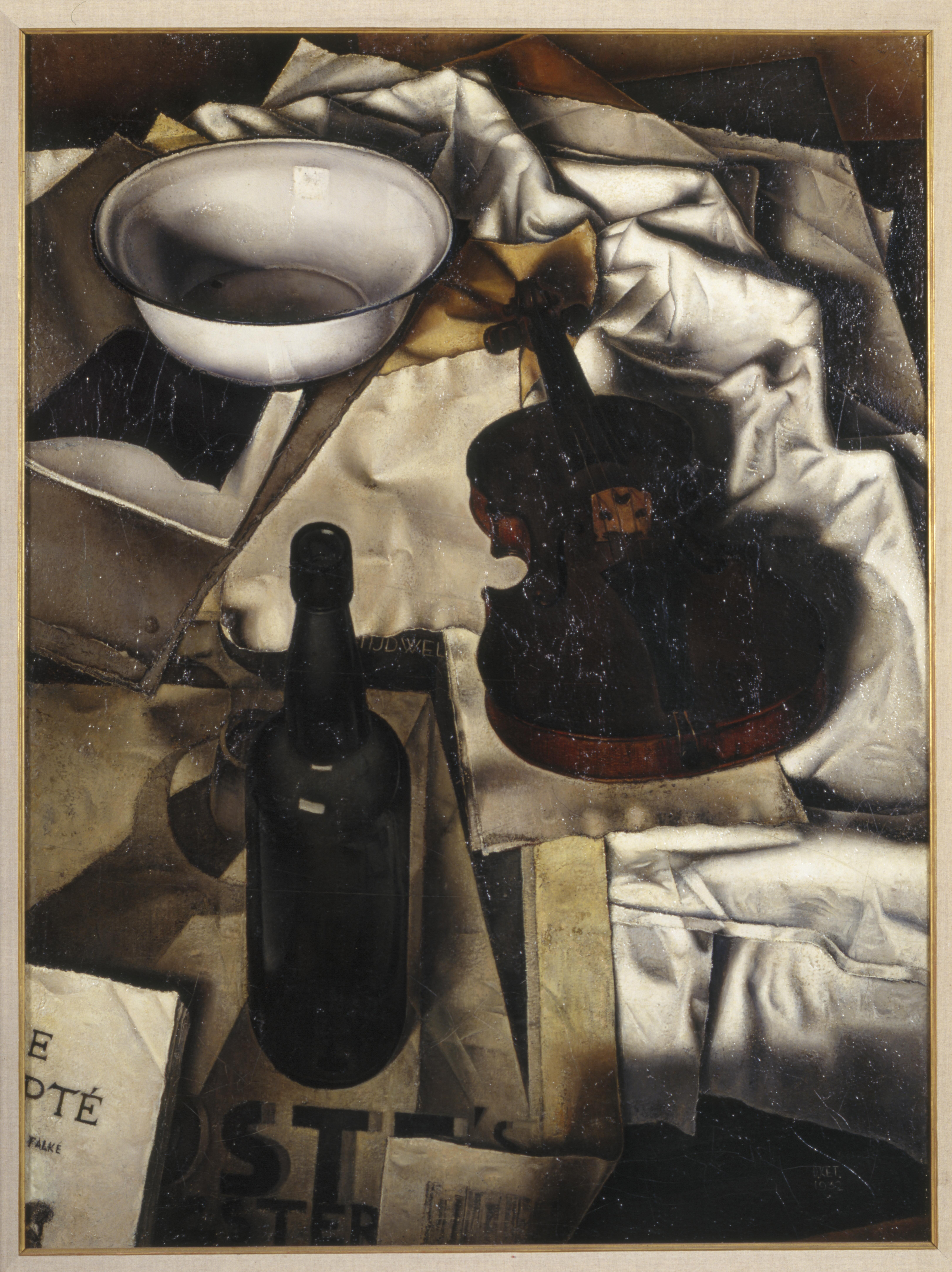
Stilleven met viool (1932)
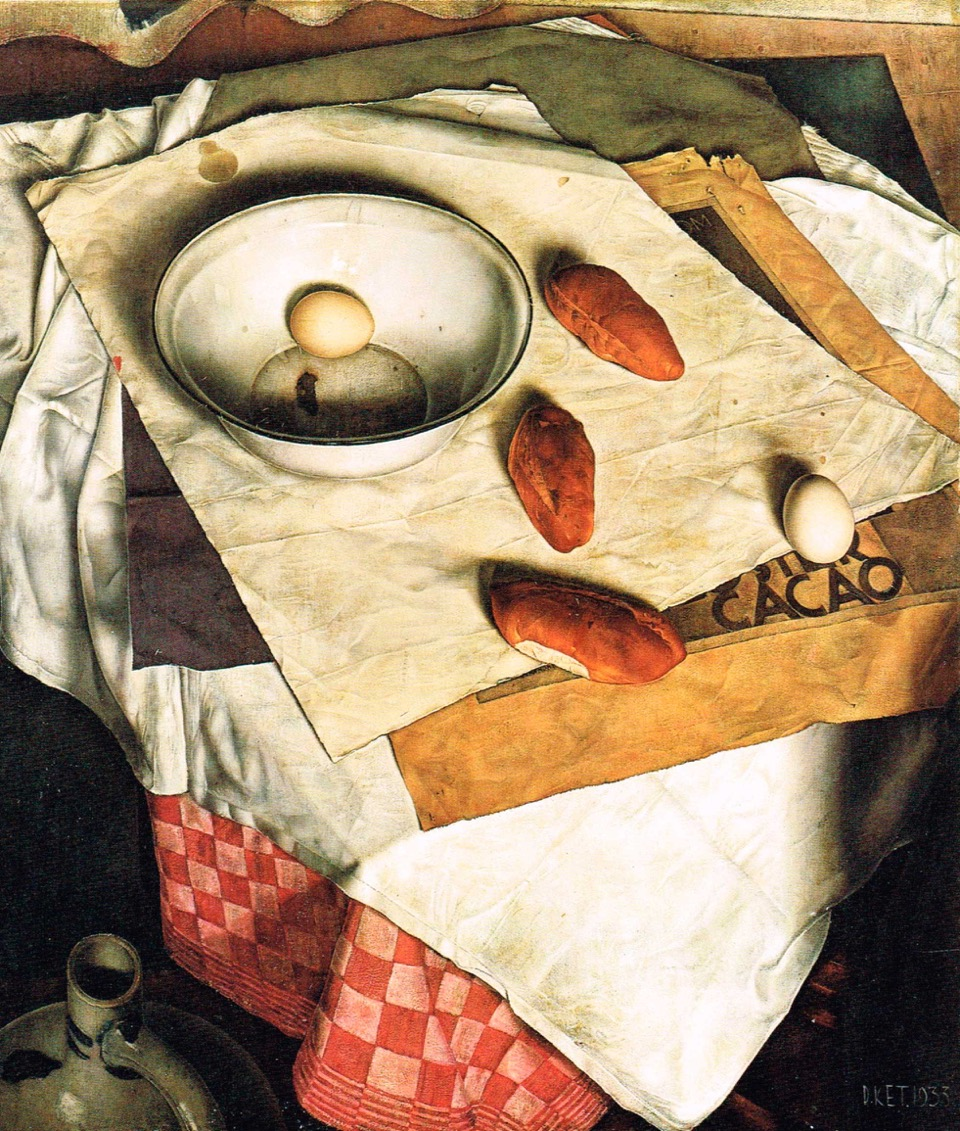
Stilleven met broodjes (1935)
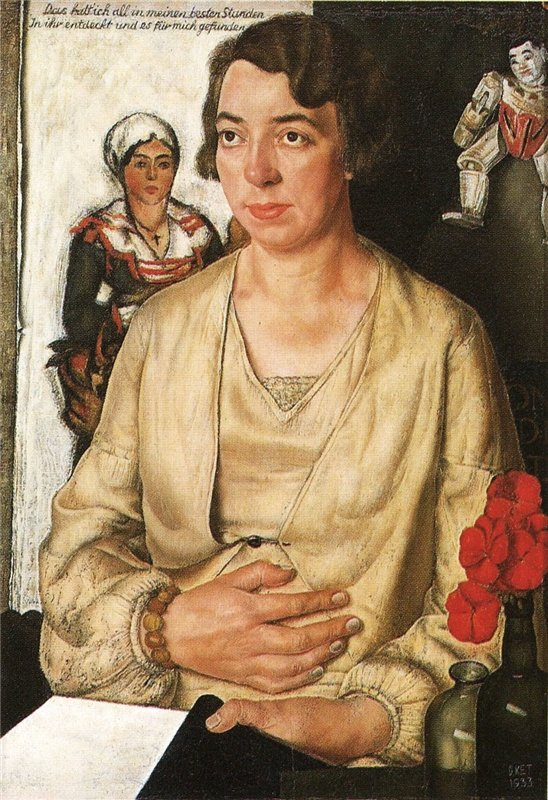
Portret van Nel Schilt
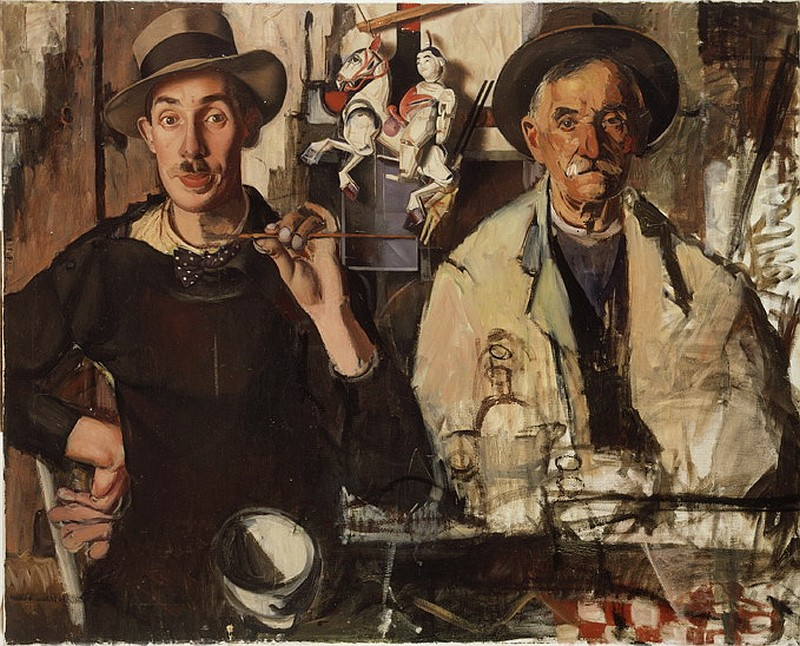
Dubbelportret met vader (1939)

## Nalatenschap

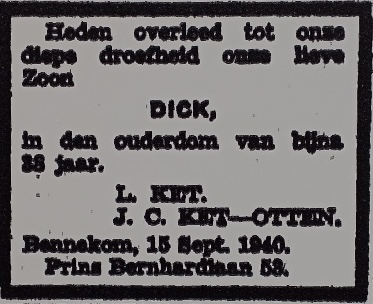
Overlijdensbericht Dick Ket in het Algemeen Handelsblad van 16 september 1940

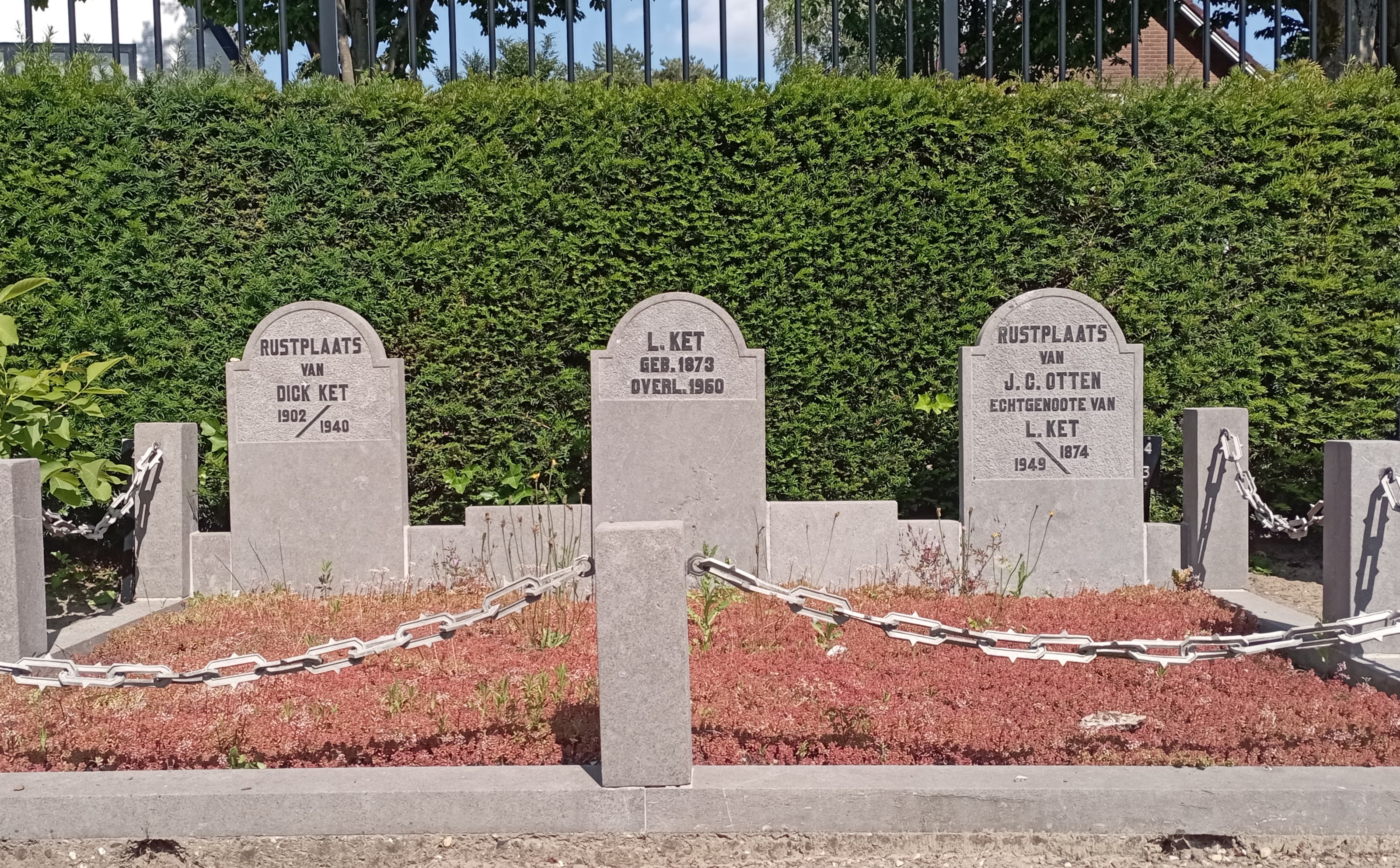
De graven van Dick Ket en zijn ouders in Bennekom

Ket is begraven op de begraafplaats achter de kerk van Bennekom. Dit graf is door de gemeente Ede in onderhoud genomen zodat het niet verdwijnt. Zijn huis aan de Prins Bernhardlaan is aangemerkt als gemeentelijk monument.

## Exposities
- 1926 - Kunsthandel De Stroom, Arnhem
- 1929 - Ede
- 1929 tot in 1937 - tentoonstellingen van de kunstenaarsvereniging Arti et Amicitiae in Amsterdam (Dick Ket was lid van Amicitiae)
- 1931-1932, 1935 en 1937 - De Korenbeurs, Arnhem
- 1932 - Stedelijk Museum, Amsterdam
- 1933-1934 - Kunstzaal Van Lier, Amsterdam (samen met werk van Carel Willink, Wim Schuhmacher en Raoul Hynckes)
- 1932 en 1934 - Venetië
- 1932 en 1935 - Brussel
- 1936 - Van Abbemuseum, Eindhoven
- 1937 - Parijs
- 1940 - Gemeentemuseum Den Haag, Den Haag
- 2016 - Museum Arnhem, Arnhem

## Werk in openbare collecties (selectie)
- Museum Arnhem[7]
- Museum Boijmans Van Beuningen, Rotterdam[8]
- Museum More, Gorssel[9]
- Museum Møhlmann, Appingedam
- Rijksmuseum Amsterdam[10]
- Stedelijk Museum Amsterdam[11]

- Bibliothèque nationale de France: cb133401811 (data)
- Biografisch Portaal: 53408314
- Gemeinsame Normdatei: 119255642
- International Standard Name Identifier: 0000 0000 6676 9876
- Library of Congress Control Number: nr95008583
- Nationale Bibliotheek van Israël: 987007409059805171
- Nederlandse Thesaurus van Auteursnamen: 070083932
- RKD-Nederlands Instituut voor Kunstgeschiedenis: 44134
- SNAC: w6b87zv4
- Système universitaire de documentation: 081228643
- Union List of Artist Names: 500015306
- Virtual International Authority File: 42644007
- WorldCat: E39PBJjtbkQT7DtcqKwQ9jkMT3